# Frümsel
Frümsel är en bergstopp i Schweiz. Den ligger i distriktet Wahlkreis Toggenburg och kantonen Sankt Gallen, i den östra delen av landet. Toppen på Frümsel är 2 267 meter över havet. Frümsel ingår i Churfirsten.
Den högsta punkten i närheten är Brisi, 2 279 meter över havet, direkt öster om Frümsel.
I omgivningarna runt Frümsel förekommer i huvudsak kala bergstoppar och gräsmarker.